# ريك تشيك
ريك تشيك (بالإنجليزية: Rick Cheek)‏ هو ملاكم تايلندي أمريكي، ولد في 4 أكتوبر 1977 في سان فرانسيسكو في الولايات المتحدة.

## وصلات خارجية
- ريك تشيك على موقع شيردوغ (الإنجليزية)